# Polyura attila
Polyura attila är en fjärilsart som beskrevs av Grose-smith 1889. Polyura attila ingår i släktet Polyura och familjen praktfjärilar. Inga underarter finns listade i Catalogue of Life.